# Landesregierung und Stadtsenat Ludwig III
Landesregierung und Stadtsenat Ludwig III fasst zwei verfassungsmäßig nicht identische Wiener Institutionen zusammen: den Wiener Stadtsenat und die Wiener Landesregierung der 22. Wahlperiode. Die Wahl erfolgte am 10. Juni 2025 im Wiener Gemeinderat.
- SPÖ: 7
- GRÜNE: 2
- NEOS: 1
- ÖVP: 1
- FPÖ: 3

## Geschichte
Nach der Landtags- und Gemeinderatswahl in Wien 2025 am 27. April 2025 und Koalitionsverhandlungen zwischen der SPÖ Wien und NEOS – Das Neue Österreich und Liberales Forum präsentierten Vizebürgermeisterin Bettina Emmerling und SPÖ-Bürgermeister Michael Ludwig (SPÖ) am 3. Juni 2025 das gemeinsame Regierungsprogramm.
Gegenüber von Landesregierung und Stadtsenat Ludwig II wurde der Wiener Stadtsenat um einen zusätzlichen Stadtrat auf 13 Mitglieder vergrößert. Hätte man die bisherige Gesamtzahl beibehalten, hätte die SPÖ einen Sitz abgeben müssen. Die SPÖ hat damit wie bisher sechs Regierungsmitglieder, NEOS eines. Die restlichen sechs nicht amtsführenden Stadträte werden von den Oppositionsparteien FPÖ (3), Grüne (2) und ÖVP (1) gestellt.
Am 4. Juni 2025 wurde das SPÖ-Regierungsteam vorgestellt, gegenüber der vorherigen Regierung wurde die bisherige SPÖ-Landesparteisekretärin Barbara Novak als Finanzstadträtin designiert. Sie folgt in dieser Funktion Christoph Maschek nach, der die Funktion nach dem Wechsel von Peter Hanke im März 2025 in die Bundesregierung Stocker als Infrastrukturminister interimistisch übernommen hatte.
Bei den Wiener Grünen blieben Judith Pühringer und Peter Kraus nichtamtsführende Stadträte. Die FPÖ nominierte Dominik Nepp, Ulrike Nittmann und Stefan Berger als nicht amtsführende Stadträte. Die ÖVP Wien entsendete Kasia Greco als nicht amtsführende Stadträtin.
Am 7. Juni 2025 sprachen sich bei einer NEOS-Landesmitgliederversammlung 81,9 Prozent für die Regierungsbeteiligung sowie das Koalitionsprogramm aus.
Die konstituierende Sitzung der 22. Wahlperiode fand am 10. Juni 2025 statt und wurde aufgrund des Amoklaufs in Graz 2025 unterbrochen. Michael Ludwig wurde mit 69 Stimmen gewählt. Kathrin Gaal erhielt 90 Stimmen, Kaup-Hasler kam auf 66, Czernohorszky auf 65, Sima auf 62, Hacker auf 60, Novak auf 58 und Emmerling auf 66 Stimmen. Für die Stadträte der Opposition stimmten zwischen 30 (Dominik Nepp, FPÖ) und 83 (Kasia Greco, ÖVP) Abgeordnete. Am 13. Juni 2025 wurde Michael Ludwig von Bundespräsident Alexander Van der Bellen erneut als Landeshauptmann angelobt.

## Mitglieder von Stadtsenat und Landesregierung
| Amt                                                                          | Bild | Name                 | Partei | Partei                           | Zuständigkeitsbereiche                                      |
| ---------------------------------------------------------------------------- | ---- | -------------------- | ------ | -------------------------------- | ----------------------------------------------------------- |
| Landeshauptmann Bürgermeister                                                |      | Michael Ludwig       |        | SPÖ                              |                                                             |
| Landeshauptmann-Stellvertreterin Vizebürgermeisterin Amtsführende Stadträtin |      | Bettina Emmerling    |        | NEOS                             | Wiener Märkte, Bildung, Jugend, Integration und Transparenz |
| Landeshauptmann-Stellvertreterin Vizebürgermeisterin Amtsführende Stadträtin |      | Kathrin Gaál         |        | SPÖ                              | Wohnbau, Stadterneuerung und Frauen                         |
| Amtsführender Stadtrat                                                       |      | Jürgen Czernohorszky |        | SPÖ                              | Klima, Umwelt, Demokratie und Personal, Wiener Bäder        |
| Amtsführender Stadtrat                                                       |      | Peter Hacker         |        | SPÖ                              | Soziales, Gesundheit und Sport                              |
| Amtsführende Stadträtin                                                      |      | Veronica Kaup-Hasler |        | parteilos, von der SPÖ nominiert | Kultur und Wissenschaft, Volkshochschulen                   |
| Amtsführende Stadträtin                                                      |      | Barbara Novak        |        | SPÖ                              | Finanzen, Wirtschaft, Internationales, Digitales            |
| Amtsführende Stadträtin                                                      |      | Ulli Sima            |        | SPÖ                              | Stadtplanung, Mobilität, Wiener Stadtwerke                  |
| Stadtrat                                                                     |      | Peter Kraus          |        | Grüne                            | ohne Ressort                                                |
| Stadträtin                                                                   |      | Judith Pühringer     |        | Grüne                            | ohne Ressort                                                |
| Stadtrat                                                                     |      | Dominik Nepp         |        | FPÖ                              | ohne Ressort                                                |
| Stadträtin                                                                   |      | Ulrike Nittmann      |        | FPÖ                              | ohne Ressort                                                |
| Stadtrat                                                                     |      | Stefan Berger        |        | FPÖ                              | ohne Ressort                                                |
| Stadträtin                                                                   |      | Kasia Greco          |        | ÖVP                              | ohne Ressort                                                |